# Juraj Hrajnoha
Juraj Hrajnoha nebo Hrajnoha nebo Rajnoha, vlastním jménem Juraj Maxa (8. srpna 1687 – 27. červen 1738, Smolenice, Uhersko) byl slovenský zbojník. Často se nesprávně zařazuje do družiny Juraje Jánošíka.

## Životopis
Hrajnoha se narodil asi v roce 1687, dodnes se neví přesně kde. Vyučil se za řezníka, dal se naverbovat ke Kurucům. Po bitvě u Trenčína zběhl do hor a stal se zbojníkem. Později ho chytili a věznili na hradě Leopoldov. Hrajnohovi se podařilo uprchnout. V roce 1730 byl vězněn na Čachtickém hradě, ale ujel i odtud. Nakonec ho v roce 1738 chytili drábové hraběte Erdődyho a Hrajnoha byl v Smolenicích 27. června 1738 popraven rozčtvrcením.

## Hrajnoha v Jánošíkovské tradici
Hrajnoha je často považován za člena Jánošíkové družiny. Jde však o omyl. Hrajnoha zbíjel na západním Slovensku, v Bílých Karpatech. Jánošík zbíjel v Tatrách a na Liptově. Hrajnoha však mohl být Jánošíkovým sokem.